# Cryptops nigropictus
Cryptops nigropictus är en mångfotingart som beskrevs av Masatoshi Takakuwa 1936. Cryptops nigropictus ingår i släktet Cryptops och familjen Cryptopidae. Inga underarter finns listade i Catalogue of Life.